# Conștientizare
Conștientizarea este un concept larg, dificil de definit în mod unic, deoarece este raportată la ființa umană, care constituie o entitate complexă. În filosofie și psihologie, conștientizarea este un concept despre cunoaștere, percepere și a fi conștient asupra evenimentelor. Altă definiție o prezintă ca o stare în care un subiect este conștient de o anumită informație, pentru a o folosi în direcția unui domeniu larg de acțiuni comportamentale. Conform Dicționarului explicativ al limbii române a conștientiza înseamnă „a face să devină sau a deveni conștient.”

## Aspecte ale conștientizării
Literatura științifică asupra conștientizării poate fi organizată în jurul a trei concepte esențiale: a) conștientizarea cognitivă care corespunde înțelegerii exacte și profunde a unui individ asupra percepției și gândirii propriei persoane; b) a doua perspectivă susține că conștientizarea este pe mai multe niveluri, considerând atât conștientul cât și inconștientul, cu o etapă finală a conștientizărfii, care rezultă din procesarea individuală a tot ceea ce se întâmplă în corpul și mintea cuiva; c) al treilea concept consideră conștientizarea cu privire la recunoașterea sentimentelor altora.

## Conștientizare de sine
În filosofia sinelui, conștientizarea de sine este experiența propriei personalități sau individualități. Teoria sistemelor, modernă, care oferă considerații asupra modului în care funcționează lumea, prin acceptarea ideii că toate sistemele urmează reguli sistemice, abordează conțtientizarea de sine în cadrul înțelegerii modului în care funcționează marile sisteme complexe existente. Teoria modernă a sistemelor susține că ființele omenești, ca sisteme vii, nu numai că conștientizează mediul lor, dar și posedă conștientizarea de sine, în particular prin capabilitatea de logică și curiozitate.
Deoarece conștientizarea oferă subiecte din care se dezvoltă idei subiective asupra propriei experiențe, se spune că suntem conștienți de propria stare de conștientizare.

## Conștientizarea „ascunsă”
Conștientizarea „ascunsă” (în engleză: covert awareness) este o cunoaștere a ceva, fără a fi conștient de acest fapt. Termenul „ascuns” înseamnă în contextul de față ceea ce nu este arătat în mod deschis, este „acoperit” (de exemplu, o operație militară acoperită). Se constată că pacienții care sunt clinic în stare vegetativă (nu prezintă o conștientizare a mediului înconjurător) nu posedă conștientizare, dar sunt totuși capabili să dezvăluie o conștientizare „ascunsă”, evidențiată prin imagistică cu rezonanță magnetică funcțională. Prezența conștientizării este, în acest caz, măsurată clinic, prin capabilitatea persoanei de a urma comenzi, fie verbal fie comportamental.